# 貝克斯利區
貝克斯利區（英語：London Borough of Bexley，/lʌndən bʌɹə ɒv ˈbɛksli/ⓘ）是英國英格蘭大倫敦外倫敦的自治市，人口221,600，面積60.56km²。
貝克斯利區位於倫敦東部外圍、泰晤士河南岸。貝克斯利區是1965年時，根據《1963年倫敦政府法案》（London Government Act 1963），由貝克斯利市自治市（Municipal Borough of Bexley）、艾利斯市自治市（Municipal Borough of Erith）、克雷福城區（Crayford Urban District）與一部份的奇索赫斯特與錫德卡普城區（Chislehurst and Sidcup Urban District）合併而成，是個人口221,600（2006年統計）、面積60.56平方公里、中產階級聚居的郊區市鎮。
貝克斯利位於大倫敦的最東，其東面的行政區邊界是與肯特郡的達特福自治市（Borough of Dartford）相連。

## 外部連結
- （英文）貝克斯利區政府網 （页面存档备份，存于）

51°25′N 0°08′E / 51.417°N 0.133°E